# Blandin
Blandin település Franciaországban, Isère megyében. Lakosainak száma 156 fő (2022. január 1.). Blandin Châbons, Doissin, Montrevel és Val-de-Virieu községekkel határos.

## Népesség
A település népességének változása:
| Lakosok száma | 144  | 124  | 133  | 146  | 134  | 141  | 145  | 149  | 152  | 156  |
|               | 1968 | 1982 | 1990 | 2006 | 2013 | 2015 | 2017 | 2019 | 2020 | 2022 |